# Antilia (immeuble)
Antilia est une tour de 173 mètres de haut, achevée en 2010 à Bombay en Inde. C'est la résidence privée de Mukesh Ambani, première fortune d'Inde, qui l'a fait construire. Le magazine Forbes l'a classée première dans ses résidences privées les plus chères avec un coût de construction estimé entre un et deux milliards de dollars.
La tour est située sur Altamount Road (en), dans le quartier résidentiel huppé de Cumbala Hill dans le sud de Bombay. Son nom vient de l'île mythique d'Antillia dans l'Atlantique.

## Design et construction
Le bâtiment a été conçu conjointement par le cabinet Perkins & Will basé à Chicago et Hirsch Bedner Associates à Los Angeles, après que Nita Dalal Ambani ait été impressionnée par les travaux de ces derniers pour le Mandarin Oriental de New York.

## Équipements
La tour possède 27 étages pour 37 000 m2 de superficie, 6 sous-sols de parking, 29 chambres, 3 piscines et une piscine olympique, 3 héliports, un étage hôpital, un cinéma et un théâtre. 600 personnes y sont employées pour assurer son bon fonctionnement.   